# France Slana
France Slana, slovenski slikar, * 26. oktober 1926, Bodislavci pri Mali Nedelji, † 25. april 2022, Škofja Loka. 
Osnovno šolo je obiskoval v Splitu, kjer se je nato vpisal v gimnazijo. Na začetku drugega letnika se je družina preselila v Ljubljano, kjer je France nadaljeval šolanje. Po končani gimnaziji se je vpisal na Akademijo za likovno umetnost v Ljubljani, kjer je študiral slikarstvo pri profesorju Gabrijelu Stupici. Diplomiral je leta 1949. 
Slana je ustvarjal v različnih tehnikah: gvaš, tempera, pastel, risba, grafika, tapiserija in keramika, najpogosteje pa v tehniki olja in akvarela.

## Nagrade
- Nagrada Prešernovega sklada, 1964 - za ciklus umetniških stvaritev z motiviko po potresu porušenega Skopja